# Душан Хоџић
Душан Хоџић (Мајданпек, 31. октобра 1993) босанскохерцеговачки је фудбалер.

## Трофеји и награде
Младост Велика Обарска
- Прва лига Републике Српске : 2012/13.

Радник Бијељина
- Куп Босне и Херцеговине : 2015/16.

Сарајево
- Премијер лига Босне и Херцеговине (2): 2018/19, 2019/20.
- Куп Босне и Херцеговине (2): 2018/19, 2019/20.